# Knap (apparat)
 For alternative betydninger, se Knap. (Se også artikler, som begynder med Knap)
En knap er en anordning til at styre ting, for det meste til at tænde eller afbryde elektricitet, i en kontakt eller omskifter. De fleste knapper er enten af typen en mekanisk knap - eller berøringsknap (touch-knap).

## Anvendelse
Det kan være fx til at tænde lys, tænde kaffemaskinen, tænde computeren, tænde fjernsynet eller tænde andre elektriske ting.

## Mekanisk knap
En mekanisk knap er en enkel maskine. En mekanisk knap betjenes vanligvis ved et tryk, men man kan også finde drejeknapper og andet.

## Berøringsknap
En berøringsknap eller touch-knap virker fx ved at noget elektronik sender et svagt elektrisk felt mellem to elektriske lederflader. Når fx en finger rammer (selv i lille afstand) begge elektriske lederflader, registrerer elektronikken at "noget" er i nærheden og kan reagere på det - fx ved at tænde eller slukke noget.